# Federico Browne
Federico Browne (ur. 7 kwietnia 1976 w Buenos Aires) – argentyński tenisista, reprezentant w Pucharze Davisa.

## Kariera tenisowa
Karierę zawodową Browne rozpoczął w 1994 roku.
W grze podwójnej awansował do 1 finału rozgrywek rangi ATP World Tour, w parze z Diegiem Veronellim, w 2004 roku w Buenos Aires.
W kwietniu 1995 roku zagrał dla reprezentacji Argentyny w 1 przegranym meczu Pucharu Davisa.
W rankingu gry pojedynczej Browne najwyżej był na 106. miejscu (25 sierpnia 2003), a w klasyfikacji gry podwójnej na 77. pozycji (14 czerwca 2004).

### Finały w turniejach ATP World Tour
| Nazwa                         |
| ----------------------------- |
| Wielki Szlem                  |
| Igrzyska olimpijskie          |
| Tennis Masters Cup            |
| ATP Masters Series            |
| ATP International Series Gold |
| ATP International Series      |

#### Gra podwójna (0–1)
| Końcowy wynik | Nr | Data           | Turniej      | Nawierzchnia | Partner         | Przeciwnicy                   | Wynik finału     |
| ------------- | -- | -------------- | ------------ | ------------ | --------------- | ----------------------------- | ---------------- |
| Finalista     | 1. | 22 lutego 2004 | Buenos Aires | Ceglana      | Diego Veronelli | Lucas Arnold Ker Mariano Hood | 5:7, 7:6(2), 4:6 |